# سينما موريشيوس

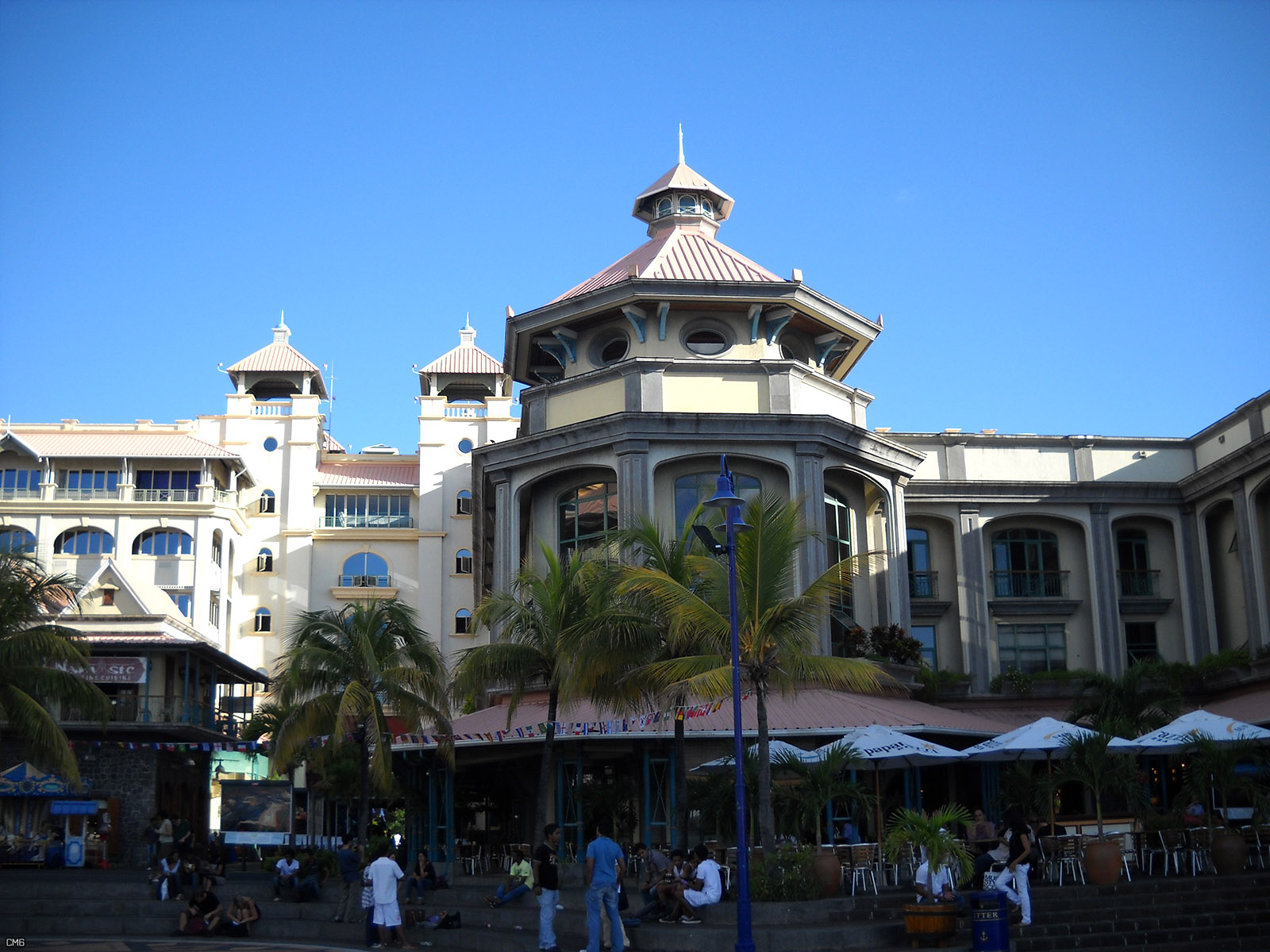
ستار سينما

لا تتمتع السينما في موريشيوس بتقاليد وتنظيم راسخين ومستمرين. ومع ذلك، فقد كانت هناك جهود حديثة لتشجيع صانعي الأفلام الدوليين على التصوير في الجزيرة وإنشاء صناعة أفلام محلية. يُتابع الموريشيوسيون كل من الأفلام الغربية والهندية.

## جماهير السينما في موريشيوس
يتم بث الأفلام في الغالب باللغة الفرنسية، وبعضها باللغتين الإنجليزية أو الهندية. تحتوي سينما ستار داخل مول باجاتيل في موريشيوس على ست شاشات، بسعة إجمالية للجلوس تبلغ 1200.

## صناعة الأفلام في موريشيوس
بدأت صناعة الأفلام في موريشيوس «بمحاولات متفرقة لإنتاج أفلام منزلية في الخمسينيات من القرن الماضي». في عام 1986، تم إنشاء مؤسسة موريشيوس لتطوير الأفلام (MFDC)، تحت رعاية وزارة الفنون والثقافة، لتشجيع تطوير صناعة السينما في موريشيوس. ساعدت المؤسسة المخرجين الأجانب في الحصول على تصاريح للتصوير في الجزيرة. دفعت شعبية الفيلم الهندي كوتش كوتش هوتا هي، الذي تم تصويره في موريشيوس عام 1997، منتجي بوليوود الآخرين للاستفادة من مناظر الجزيرة. ومع ذلك، لفترة طويلة افتقرت المؤسسة إلى الاستقرار التنظيمي لتقديم الدعم المستمر لصانعي الأفلام المحليين. في عام 2007، تم إنشاء مهرجان (Île Courts International Short Film Festival)، الذي تديره منظمة غير مهنية (Porteurs d'Images). في أكتوبر 2017، أطلقت الحكومة أسبوع موريشيوس للسينما، وعقدت النسخة الثانية من الحدث في عام 2018.